# Amokfahrt in Vancouver 2025

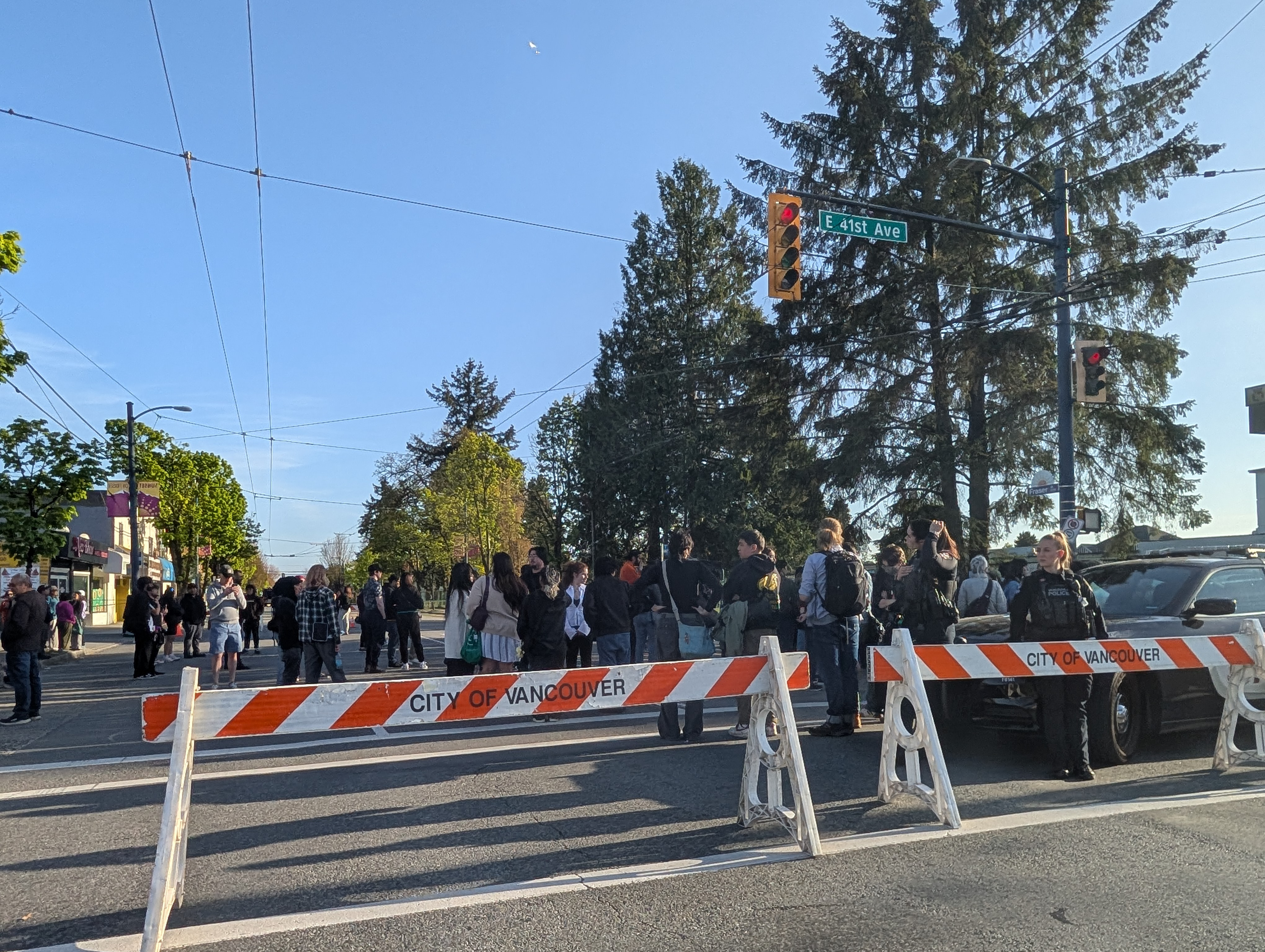
East 41st und Fraser Street, einen Tag nach der Amokfahrt

Die Amokfahrt in Vancouver 2025 ereignete sich am Samstagabend, dem 26. April 2025 auf dem philippinischen Lapu-Lapu-Day-Festival in der kanadischen Stadt Vancouver.

## Hergang
Kurz vor 20 Uhr Ortszeit fuhr ein 30-jähriger Mann mit seinem SUV auf dem Festival in eine Menschenmenge. Die Polizei gab an, dass dabei elf Menschen getötet und mehr als zwei Dutzend verletzt wurden, davon einige schwer. Das jüngste Todesopfer war ein fünfjähriges Kind, das älteste 65 Jahre alt. Vor Ort wurde der wegen psychischer Probleme polizeibekannte und in Vancouver wohnende Fahrer in Gewahrsam genommen. Er handelte laut Polizei mit Vorsatz, ein terroristisches Motiv wurde ausgeschlossen. Die Staatsanwaltschaft klagte den Fahrer wegen achtfachen Mordes zweiten Grades – eine Zwischenstufe zwischen Mord und Totschlag an. Weitere Anklagen werden erwartet.

## Reaktionen
Der Bürgermeister von Vancouver Ken Sim schrieb auf der Plattform X, dass er schockiert und traurig sei und die Gedanken bei allen Betroffenen und bei der philippinischen Gemeinschaft in Vancouver seien. Auch der kanadische Premierminister Mark Carney zeigte sich schockiert und sprach den Angehörigen sein Beileid aus.